# Melamphaes leprus
Melamphaes leprus är en fiskart som beskrevs av Ebeling 1962. Melamphaes leprus ingår i släktet Melamphaes och familjen Melamphaidae. Inga underarter finns listade i Catalogue of Life.